# ホスミドマイシン
ホスミドマイシン (fosmidomycin) は、ストレプトミケス属バクテリアの培養液から単離された抗生物質の一つである。イソプレノイド生合成の非メバロン酸経路の鍵酵素であるDXPレダクトイソメラーゼを特異的に阻害する。Ki値はE. coli酵素に対して38 nM、結核菌酵素に対して80 nM、フランシセラ属 (Francisella) 酵素に対して99 nMである。
マラリア原虫における非メバロン酸経路の発見はホスミドマイシンやその他の阻害剤が抗マラリア剤として使用できることを示している。実際に、ホスミドマイシンはマラリア治療のためのクリンダマイシンとの併用療法が試験され、好ましい結果を収めた。熱帯熱マラリア原虫 (Plasmodium falciparum) において、標的酵素（DXPレダクトイソメラーゼ）のコピー数の増加がin vitroにおけるホスミドマイシン耐性と相関することが示されている。